# Niccolò Speciale (politico)
Niccolò Speciale (Noto, intorno al 1380 – Noto, 13 febbraio 1444) è stato un nobile e politico siciliano del XV secolo.

## Biografia
Esponente della stessa famiglia Speciale da cui discendono i baroni di Nicosia, di origine pisana, era nativo di Noto. Fu tra i maggiori personaggi storici della Sicilia di metà Quattrocento.
Regio Milite, ereditò dal padre, Antonino, i feudi di Pancali e Ramasola. Nel 1404 acquista per sé e per i suoi eredi la Baronia di Cipolla da Pietro Capobianco, privilegio che gli viene confermato dal Re Martino nel 1407.  Dal Marchese Saglimbene acquista le Baronie di Castelluccio e Granieri, il Viceré con provvedimento dato ad Alcamo il 20 Ottobre 1417, confermò la vendita. Re Alfonso con privilegio dato a Castelnuovo di Napoli a 4 Aprile 1422, concesse licenza di costruire un abitato, di fortificarlo, e di costruire un Castello; inoltre ampliò la successione a favore di lui suoi eredi e successori "quali che siano"; accordò la giurisdizione civile e criminale, alta e bassa, mero e misto impero; ridusse il servizio militare ad un paio di speroni dorati, Tutto questo largamente è confermato con altro privilegio di esso Re, dato a Valenza il 18 Febbraio 1426. Nel 1420 acquistò la Baronia di San Marco lo Celso dal nobile Accardo Barbilato. Divenne inoltre Barone di Spaccaforno, di Monteclimito e di Cassibile, nonché Signore della terra e del castello di Paternò. 
Sposò Beatrice Landolina. Nel suo testamento sono nominati i figli Pietro, Giovanmatteo, Vassallo, Eleonora e Isabella nonché i fratelli Giacomo e Matteo (capostipite della famiglia Speciale di Nicosia, città demaniale in cui esercitò la carica di Capitano di Giustizia).
Maestro Razionale del Regno, fu Viceré di Sicilia su investitura del re aragonese Alfonso il Magnanimo nel 1423 e nel 1424, poi nuovamente dal 1425 al 1429, poi Presidente del Regno Guglielmo Raimondo Moncada nel 1429 e 1430 e assieme al Moncada e Giovanni Ventimiglia dal 1430 al 1432.
"Fu protagonista di una carriera di grande successo nell’amministrazione siciliana nella prima metà del XV secolo, che gli consentì la creazione di una fortuna familiare e l’ingresso nei ranghi dell’aristocrazia feudale: il suo fortunato cursus, avviato già alla fine del secolo precedente, sotto Martino l’Umano, e proseguito felicemente durante il vicariato di Bianca di Navarra dalla quale ricevette importanti incarichi di natura finanziaria, trovò nuovi spazi di promozione all’interno della riorganizzazione dei quadri burocratici da parte di Ferdinando di Trastamara e culminò al tempo di Alfonso il Magnanimo con la nomina, nel 1423, alla massima carica politica, quella di Viceré, che egli mantenne per quasi un decennio, fino al 1432, senza peraltro uscire dalla scena politica nemmeno negli anni successivi. È assai significativa, infatti, la sua presenza, insieme con i suoi figli, al fianco di re Alfonso in occasione della battaglia di Ponza del 5 agosto 1435, che testimonia il perdurare di quel rapporto di fedeltà personale nei confronti del sovrano, oltre che di soccorso economico alla Corona, che erano stati fattori non secondari della sua ascesa ai più alti vertici dell’amministrazione e della politica."
Alla sua morte, nel 1444, i suoi feudi furono ereditati dal figlio Pietro il quale fu anche barone di Alcamo e di Calatafimi, Pretore di Palermo.
Fu sepolto nella chiesa di San Francesco dell'antica Noto. Il suo monumento funebre, commissionato dal figlio Pietro allo scultore toscano Andrea di Francesco Guardi,venne realizzato in marmo di Carrara e fu il primo esempio di scultura rinascimentale nel Regno di Sicilia.